# 경화역
경화역(Gyeonghwa station, 慶和驛)은 경상남도 창원시 진해구 경화동에 위치하는 한국철도 진해선의 역이다. 진해군항제 기간 외에는 여객업무도 하지 않는다.
매년 봄에 있는 진해군항제가 열리면, 이 역에서 피어있는 벚꽃을 보기위해 많은 관광객들이 몰려있어 이 역을 운행하는 열차들은 서행운전을 하고 있으며, 모든 여객 열차가 정차한다. 이러한 특성을 살려 2009년 진해군항제 기간 동안 본격적으로 '벚꽃 테마역'으로 조성하여 여객 업무를 일시적으로 재개한 적이 있다.
디젤 기관차 7212호와 새마을호 객차 10041·10042호가 전시되고 있다.

## 역사
- 1926년 11월 11일 : 영업 개시[2]
- 1984년 6월 1일 : 무배치간이역으로 격하
- 1987년 2월 1일 : 을종승차권대매소로 지정[3]
- 2000년 9월 : 역사 철거, 대매소 가건물 설치
- 2006년 11월 1일 : 여객 취급 중지, 을종승차권대매소 철수
- 2009년 3월 28일 ~ 4월 5일 : 진해군항제를 맞이해 일시적으로 여객 취급 개시
- 2017년 4월 : 디젤 기관차 7181호와 새마을호 객차 371호가 전시되었다.

## 현황
경화역은 군항제가 열릴때마다 지나가는 열차를 보기위해 많은 인파가 몰리는데, 이때 선로를 침범하여 무분별하게 사진을 찍는 사람들 덕에, 새마을형 디젤 액압 동차, 무궁화호 등이 경적을 지속적으로 울리며 통과해야 해, 인근 주민들의 피해가 우려된다.
그러나 2016년 4월 1일 진해군항제부터는 더 이상 임시관광열차를 투입하지 아니하여 여객 취급을 중단한 상태다.